# Myrmica forcipata
Myrmica forcipata (лат.) — вид мелких муравьёв рода Myrmica (подсемейство мирмицины).

## Распространение
Россия, Восточная и Южная Сибирь (на запад до Саян) и Монголия.

## Описание
Мелкие красновато-коричневые муравьи длиной около 5 мм с длинными шипиками заднегруди. Усики 12-члениковые (у самцов 13-члениковые). Стебелёк между грудкой и брюшком состоит из двух члеников: петиолюса и постпетиолюса (последний четко отделен от брюшка), жало развито, куколки голые (без кокона). Брачный лёт самок и самцов происходит с июля по август.

## Систематика
Близок к виду Myrmica angulinodis из видовой группы Myrmica lobicornis-group. Вид был впервые описан в 1931 году украинским мирмекологом В. А. Караваевым (Зоологический музей ВУАН, Киев) по материалам из Якутии (река Чона, Вилюйский район).